# Jurong Baro
Jurong Baro is een bestuurslaag in het regentschap Pidie van de provincie Atjeh, Indonesië. Jurong Baro telt 355 inwoners (volkstelling 2010).